# Krásnovce
Krásnovce est un village de Slovaquie situé dans la région de Košice.

## Histoire
Première mention écrite du village en 1403.

## Démographie

### Évolution de la population
| Année:               | 1994. | 2004.   | 2014.   | 2024.   |
| -------------------- | ----- | ------- | ------- | ------- |
| Nombre de personnes: | 575   | 596     | 617     | 619     |
| Différence:          |       | +3,65 % | +3,52 % | +0,32 % |

| Année:               | 2023. | 2024.   |
| -------------------- | ----- | ------- |
| Nombre de personnes: | 628   | 619     |
| Différence:          |       | -1,43 % |

## Politique
| Nom          | Parti politique | Date de l'élection | Fin du mandat |
| ------------ | --------------- | ------------------ | ------------- |
| Anna Danková | ĽS-HZDS         | 02.12.2006         | décembre 2010 |